# Łopuszka Mała
Łopuszka Mała est un village du sud-est de la Pologne dans la voïvodie des Basses-Carpates. Il fait partie de la gmina de Kańczuga (commune urbaine-rurale) et du powiat de Przeworsk. La population du village s'élevait à 537 habitants en 2011.

## Géographie
Łopuszka Mała se situe à environ à 1,6 km de Kańczuga, 11,5 km de Przeworsk la capitale du powiat et 30,9 km de Rzeszów la capitale régionale.